# Pathfinder (navette spatiale)
Pour les articles homonymes, voir Pathfinder.
OV-098

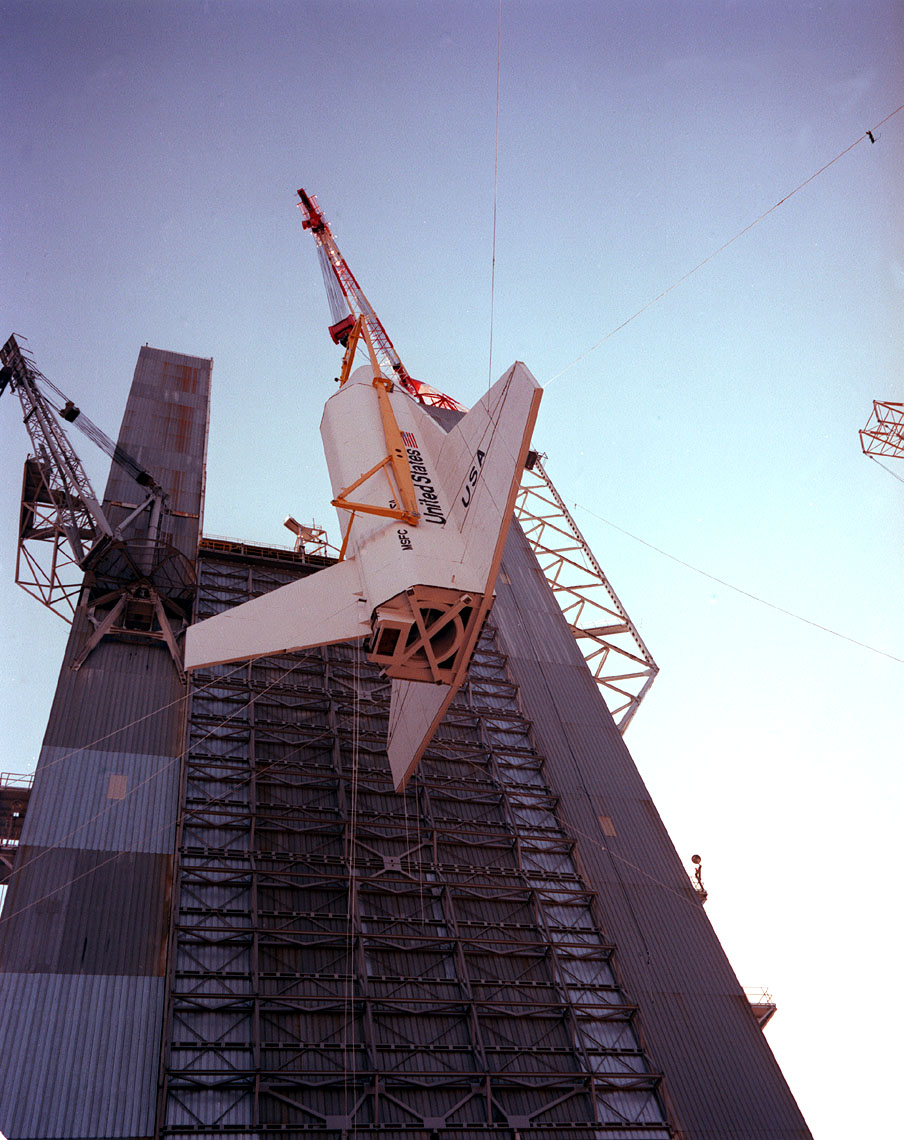
Configuration de décollage de Pathfinder

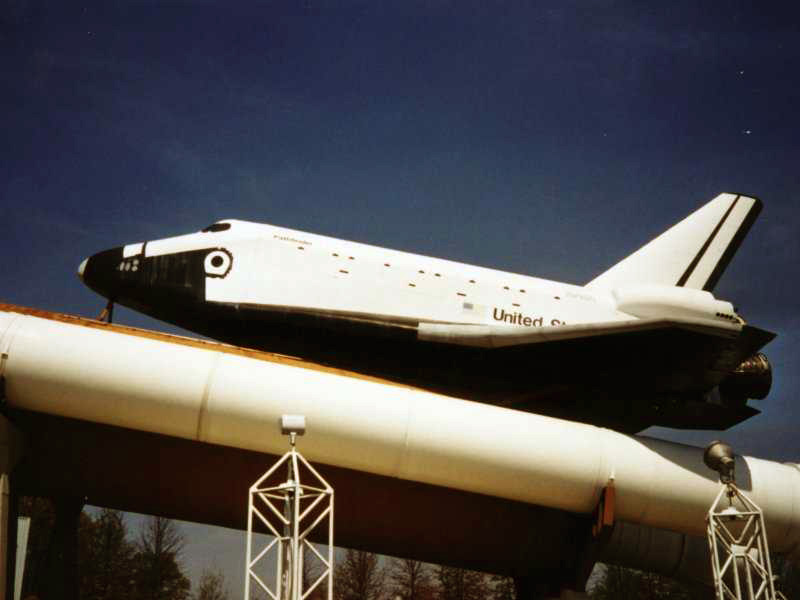
Pathfinder sur sa rampe d'essais

Le Pathfinder est une maquette d'orbiteur de la NASA pesant 75 tonnes créé pour travailler les procédures de déplacement et de manutention de navette spatiale américaine. Il est en structure d'acier, avec la même taille, masse et forme qu'un véritable orbiteur. 
Construit au centre Marshall en 1977, il a été utilisé comme banc d'essais pour Enterprise en réalisant des tests sur route, de levage avec la structure portable d'assemblage 747 Orbiter et des essais dans le stand dynamique au centre Marshall. 
Pathfinder est ensuite envoyé par bateau au centre spatial Kennedy et utilisé par les équipes de sol pour des tests dans le bâtiment d'assemblage VAB, les hangar de maintenance OPF et sur la piste d'atterrissage SLF avec le MDD.
Au début de 1979, avant l'arrivée des OV 101 et OV 102, Pathfinder est sur la piste du KSC pour simuler les procédures post atterrissage au retour de mission avec les équipes SCAPE. 
Il retourne au centre Marshall un peu plus tard dans l'année.
Pathfinder reste en stockage plusieurs années jusqu'à ce qu'un groupe d'hommes d'affaires japonais offre de verser 1 000 000 $ pour modifier le véhicule afin qu'il ressemble plus à un véritable Orbiter. Il est ainsi utilisé dans la grande exposition Space Shuttle Exposition à Tokyo.
Ensuite, Pathfinder retourne au centre Marshall et se trouve maintenant en exposition permanente au U.S. Space & Rocket Center à Huntsville, en Alabama. Il est sur une plateforme spéciale monté sur le MPTA-ET, réservoir externe (numéro 1) utilisé pour les tests statique au NTSL avec deux boosters SRB inertes, récupérés parmi les éléments ayant servi pour des tests à Vandenberg et des morceaux ayant servi lors de tests structuraux (nez et jupe).